# Răvașul

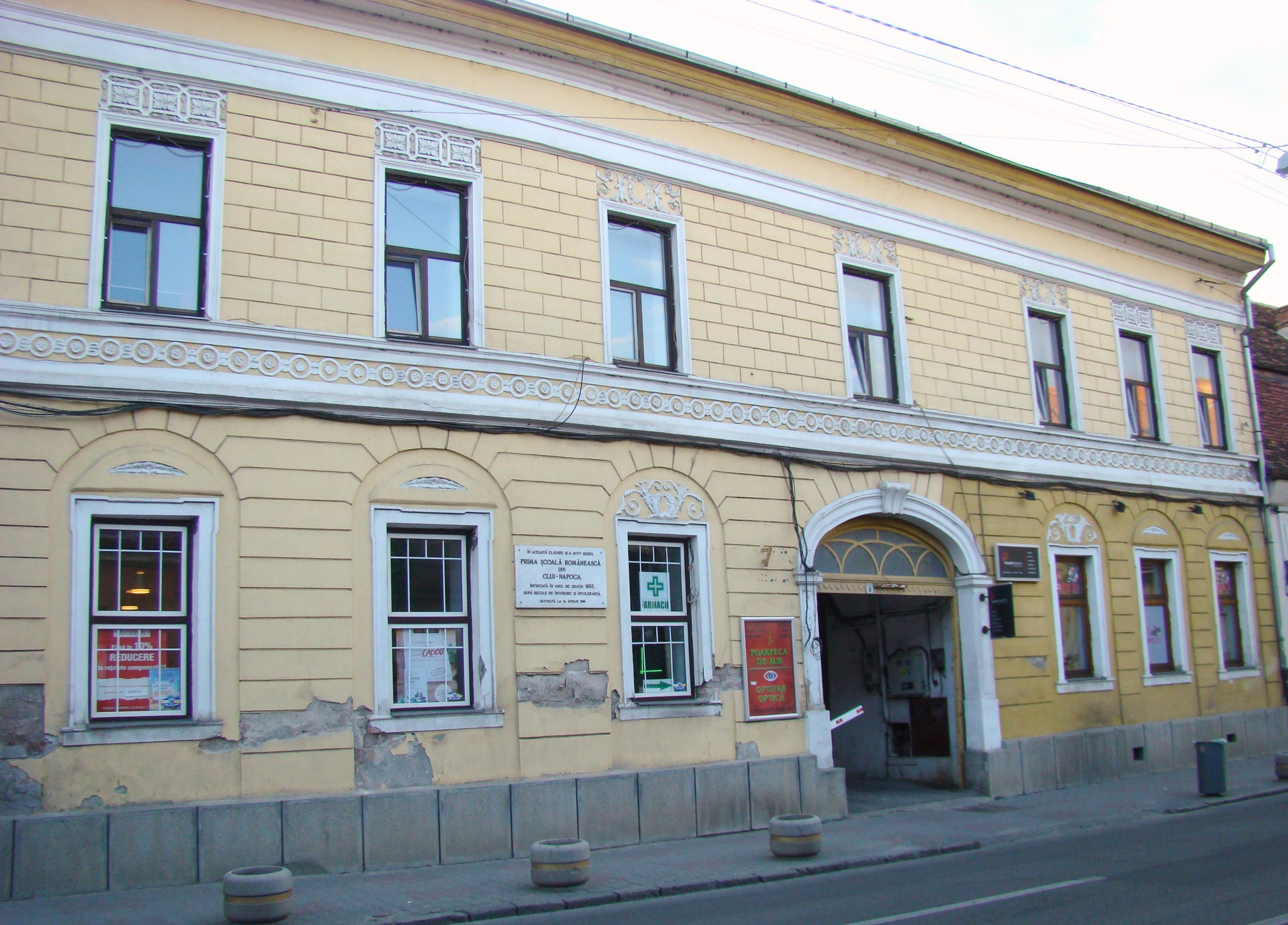
Vechiul sediu al Protopopiatului Unit al Clujului, în care a funcționat redacția Răvașului

Răvașul a fost un periodic săptămânal de cultură ilustrat, apărut la Cluj între anii 1903-1910. Revista a fost înființată și condusă de teologul și cărturarul Elie Dăianu. 